# 泰坦1號運載火箭
泰坦一號火箭（Titan I）為美國第一枚多節式洲際彈道飛彈，為泰坦系列火箭之首，並且為此系列中唯一使用液態氧及煤油做為燃料。此計畫始於1955年1月，其外型與擎天神洲際彈道飛彈相似，美國空軍發射泰坦火箭的目的有兩個，第一，可做為擎天神火箭的候補；第二，發展大型有長射程及酬載能力的兩節式火箭，並研發火箭助推器促進太空飛行。

## 概論
泰坦一號火箭最初名稱為SM-68，68系列的設計是從以前未做噴射轟炸機但失敗的XB-68改良型，生產公司為馬丁公司（因為當時取消兩台原型機和一次完整試飛的火箭才接此計畫）。
馬丁公司所生產的泰坦一號火箭為二節式液態燃料火箭，第一節有300000磅的推力（1330000牛頓，135.7噸）；第二節有80000磅的推力（356000牛頓，36.33噸）。
泰坦一號火箭所使用的燃料為液態氧及煤油。軍事人員認為其缺點為液態氧是後勤的一大問題，因為不易儲存、運送，而且難縮短期發射時間。因使用液氧，液氧必须低温保存，并会在存储期间蒸发，所以大力神I型洲际导弹以3座发射井共用同一地下液氧制造厂和指挥所部署；因为液氧灌入箭体过程中会有相当一部分蒸发，所以大力神I型洲际导弹不能直接从发射井发射，须先以升降平台整个推出发射井口，于露天才可加注燃料及点火发射，作为军用火箭使用非常不便。後大幅更改设计使用聯胺和四氧化二氮燃料，成为全新的大力神2号运载火箭。
此火箭使用無線電和慣性導向來控制方向，它必須部署再一個堅固的儲存槽，而且在發射時必須調至特定發射架，泰坦一號火箭的有效射程為5500英里（10200公里）。當第一節燃料用盡它便會脫離及落下使整個重量減輕因此是個良好的導彈（火箭）此方式可增加其酬載量。
1963年部署的泰坦二號火箭及固態燃料之後勤兵一號（Minnteman 1），使得泰坦一號火箭和擎天神火箭成為歷史，他們在1965年的洲際導彈飛彈退役，而泰坦二號火箭持續至1980年代才退役，是因為泰坦二號火箭可酬載較重之物品（數百萬噸級黃色炸藥），也被稱作「城市守護神」。

## 泰坦一號運載火箭技術諸元
第一節:
- 含燃料質量: 76,203公斤
- 空重: 4,000 公斤
- 推力 (真空): 1,467 千牛頓
- 比推力 (真空): 290 秒  (2.84 千牛頓·秒/公斤)
- 比推力 (海平面): 256 秒 (2.51 千牛頓·秒/公斤)
- 推進時間: 138 秒
- 直徑: 3.1 公尺
- Span: 3.1 公尺
- 長度: 16.0 公尺
- 燃料: 液態氧/煤油
- 引擎數: 兩枚- Aerojet LR-87-3

第二節:
- 含燃料質量: 28,939 公斤
- 空重: 1,725 公斤
- 推力 (真空):356 千牛頓
- 比推力 (真空): 308 秒 (3.02 千牛頓·秒/公斤)
- 比推力 (海平面): 210 秒 (2.06 千牛頓·秒/公斤)
- 推進時間: 225 秒
- 直徑: 2.3 公尺
- Span: 2.3 公尺
- 長度: 9.8 公尺
- 燃料: 液態氧/煤油
- 引擎數: 一枚 - Aerojet LR-91-3

## 外部連結
- Tri-City Herald article （页面存档备份，存于） by Kristin Alexander about Titan 1 complexes in Washington State
- Information on "Northern California Triad" of Titan missile bases in Lincoln, California; Chico, California and Live Oak, Sutter County, California (Sutter Buttes)